# اندیس غرب آق قلعه
غرب آق قلعه یک اندیس فلزی است که در حوالی شهر مشکان استان خراسان قرار دارد و مادهٔ معدنی موجود در آن، مس است.سنگ میزبان این اندیس تراکی آندزیت است  در این اندیس، پاراژنز‌های کوارتز ، کربنات یافت می‌شوند.